# Aoteadrillia
Aoteadrillia is een geslacht van weekdieren uit de klasse van de Gastropoda (slakken).

## Soorten
- Aoteadrillia alpha (L. C. King, 1933) †
- Aoteadrillia apicarinata (P. Marshall & R. Murdoch, 1923) †
- Aoteadrillia asper (Marwick, 1931) †
- Aoteadrillia bulbacea (Watson, 1881)
- Aoteadrillia callimorpha (Suter, 1917) †
- Aoteadrillia consequens (Laws, 1936) †
- Aoteadrillia exigua (Marwick, 1931) †
- Aoteadrillia finlayi Powell, 1942
- Aoteadrillia ihungia (Marwick, 1931) †
- Aoteadrillia otagoensis Powell, 1942
- Aoteadrillia waihuaensis Powell, 1942 †
- Aoteadrillia wanganuiensis (Hutton, 1873)